# Ciechocinek
Ciechocinek je lázeňské město v okrese Aleksandrów v Kujavsko-pomořském vojvodství v Polsku. Leží na Visle, asi 160 km severozápadně od Varšavy, přibližně 10 kilometrů východně od Aleksandrówa Kujawského a 20 kilometrů jihovýchodně od Toruně, v historické oblasti Kujavsko.
Místní solné prameny mají výjimečné léčebné vlastnosti, především termální pramen č. 14 je „zázrak přírody“. Léčí se zde nemoci kardiovaskulární a respirační, revmatismus, nemoci pohybového aparátu, nervové a ženské choroby.

## Historie
Až do druhého dělení Polska náležel Ciechocinek Polskému království, než byl v roce 1793 anektován Pruskem. V roce 1807 se stal součástí krátkodechého Varšavského knížectví a v roce 1815 náležel Kongresovému Polsku, zpočátku autonomnímu království v rámci Ruské říše. Když se Wieliczka a Bochnia s okolím bohatým na solná ložiska staly po prvním dělení Polska součástí Rakouska, dostal se do popředí zájmu úřadů Ciechocinek a blízký Słońsk.

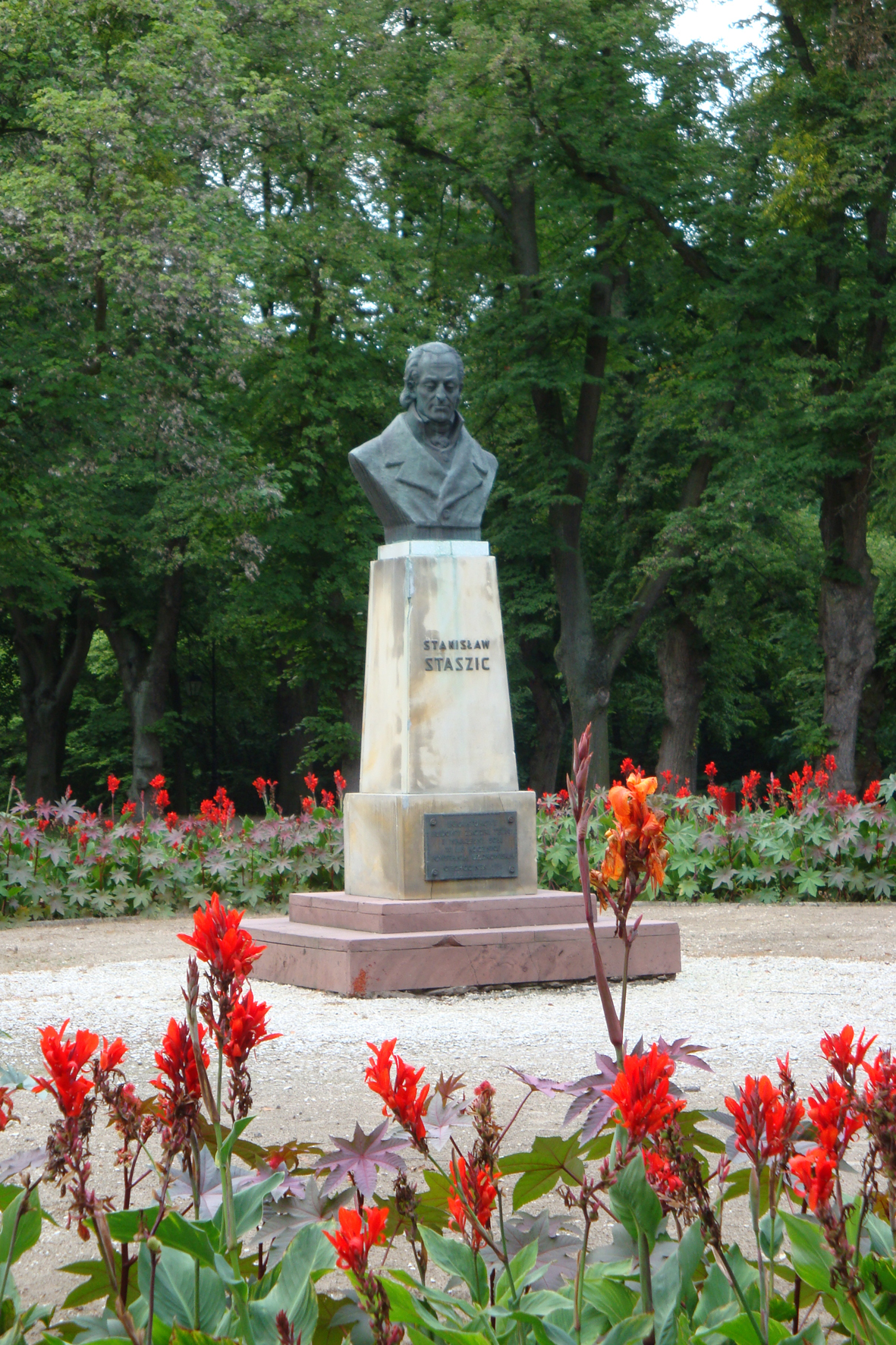
Pomník Stanisława Staszice (Park Tężniowy)

 V roce 1867 bylo zprovozněno železniční spojení do Bydhošti a Varšavy. Kvůli rostoucí popularitě a rychlému rozvoji získal Ciechocinek v roce 1916 městská práva.
Když se po první světové válce stalo Polsko nezávislým státem, lázně byly zestátněny a podřízeny ministerstvu zdravotnictví. Léčebná zařízení poškozená během války byla opravena, byly postaveny nové lázeňské domy, zřízena pošta, škola, obchodní a obytné centrum, prezidentské sídlo a další zařízení. Rovněž byl vybudován lázeňský park s venkovním bazénem napájeným termální slanou vodou, sportoviště a pásy zeleně okolo gradovny.
Při invazi do Polska bylo město 12. září 1939 obsazeno německými vojsky a 26. září začleněno do
Říšské župy Povartí (Reichsgau Wartheland). V době okupace sloužilo jako vojenský lazaret a jen pro německé občany i jako ozdravovna. Při osvobození v lednu 1945 uniklo větším škodám.

## Galerie

Gradovny v Ciechocinku
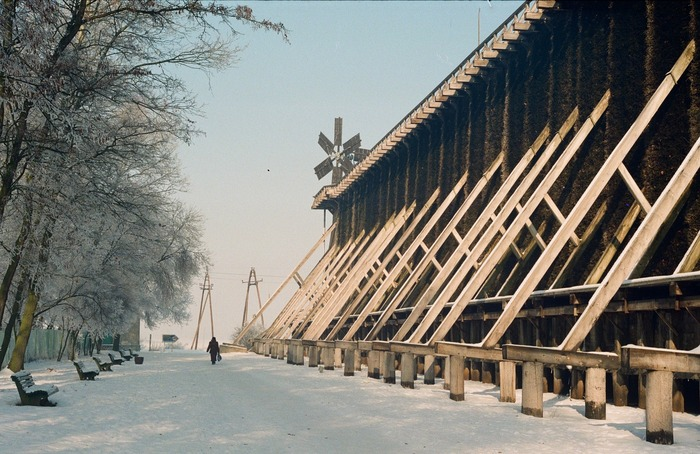
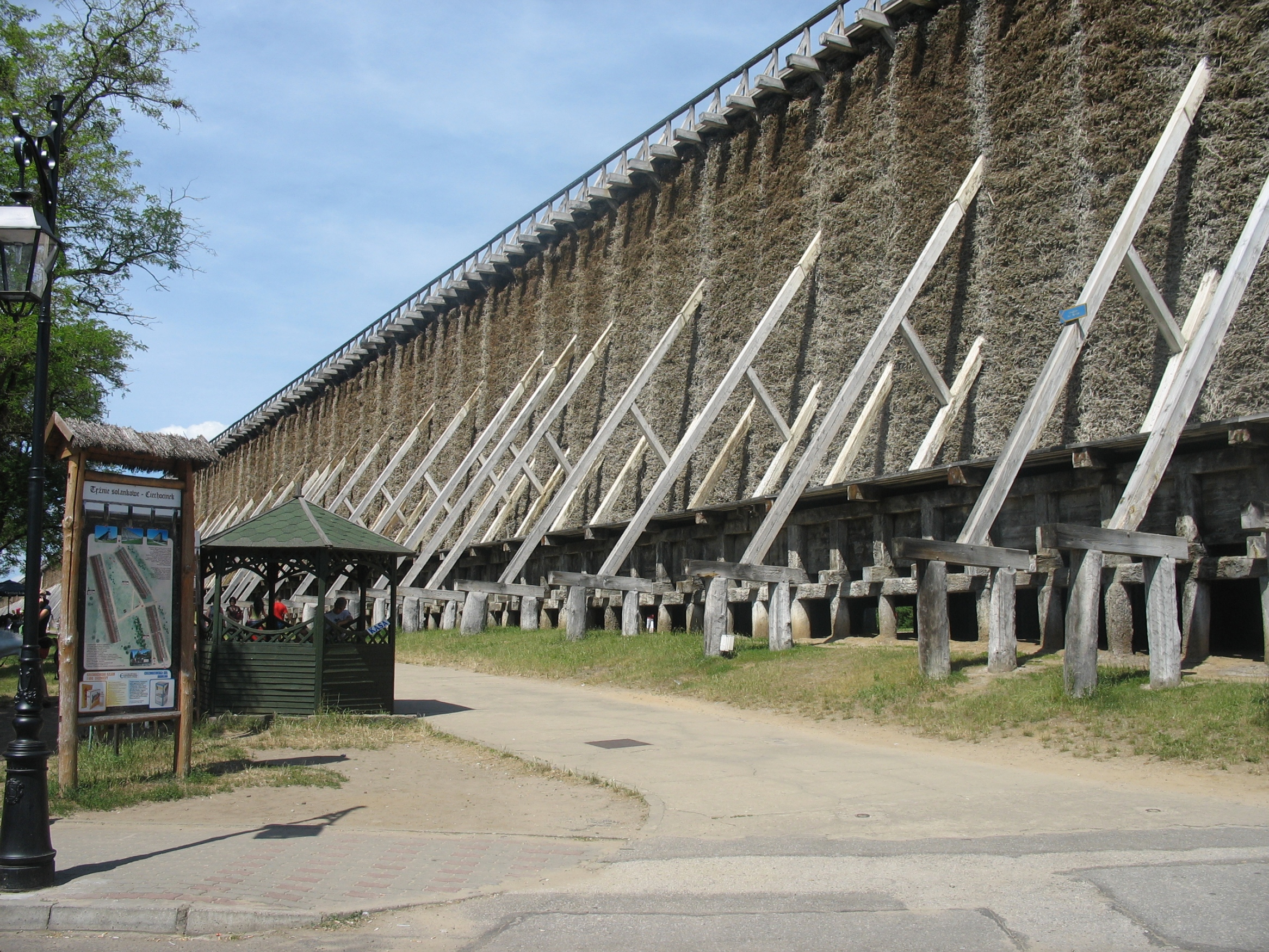
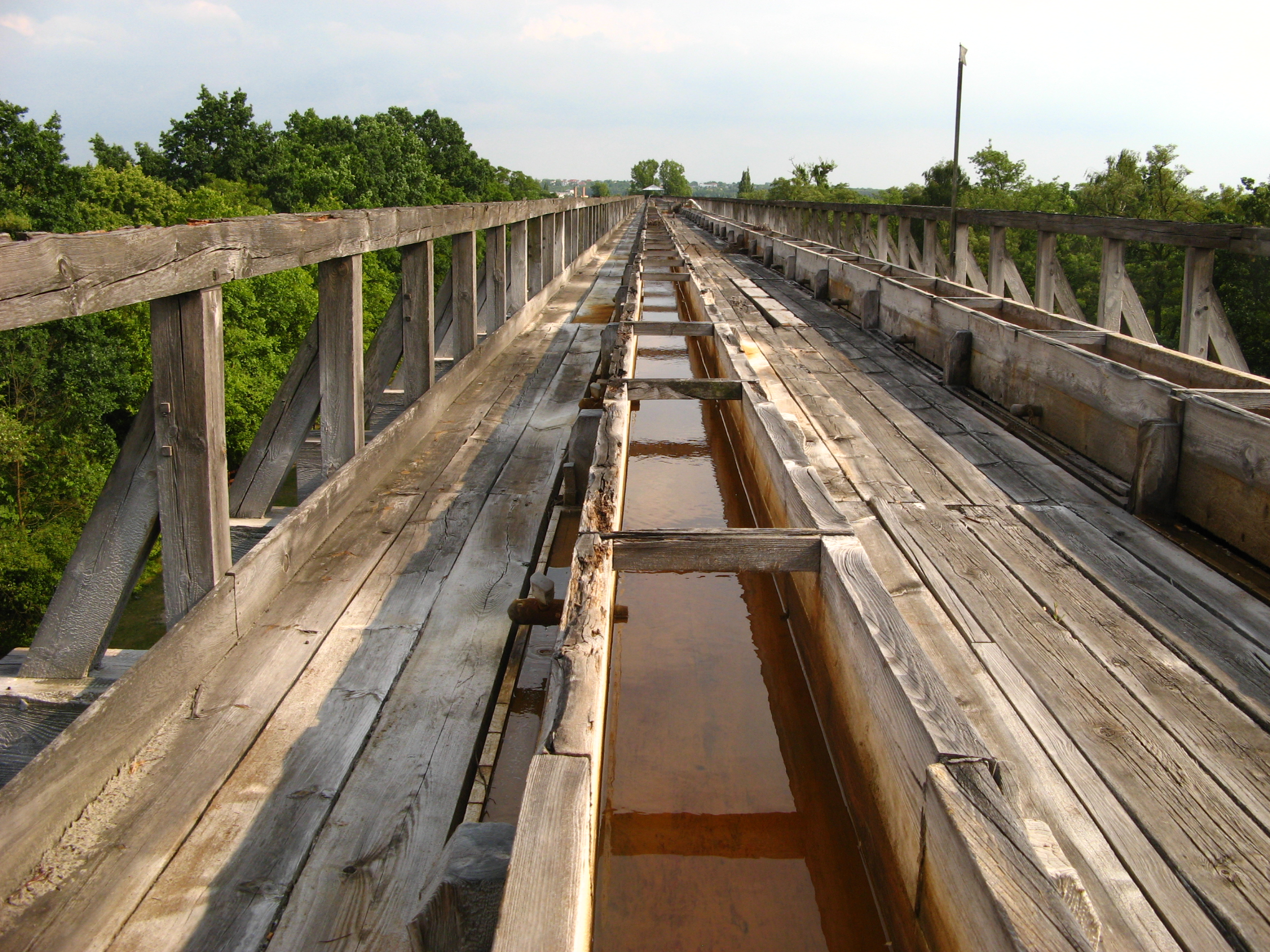